# 哈拉尔德·福尔马尔
哈拉尔德·福尔马尔（德語：Harald Vollmar，1947年4月24日—），德国男子射击运动员。他曾代表东德参加1968年、1972年、1976年和1980年夏季奥林匹克运动会射击比赛，获得二枚银牌和一枚铜牌。